# Amy Tanová
Amy Tanová (* 19. března, 1952) je současná americká spisovatelka s čínskými kořeny. Narodila se v Oaklandu v Kalifornii čínským imigrantům Johnovi a Daisy Tanovým dva a půl roku poté, co se přistěhovali do Spojených států.
Ve svých dílech se často zabývá vztahem mezi matkou a dcerou a zároveň problematikou imigrace. Přestože vyhrála několik ocenění, bývá jí vyčítáno, že ve svých dílech Číňany popisuje podle zažitých stereotypů, které o nich panují v západním světě. Zároveň ani čínskou kulturu nezobrazuje v tom nejlepším světle.Lily Lee o ní napsala, že za svou popularitu vděčí západnímu světu a jeho čtenářům, kterým toto stereotypní pojetí vyhovuje.

## Život
Amy Tanová se narodila v kalifornském Oaklandu. Jejími rodiči jsou Daisy a John Tanovi, čínští imigranti, kteří se do Ameriky přestěhovali kvůli čínské občanské válce.
Když jí bylo 15 let, její otec a starší bratr zemřeli na nádor na mozku (s odstupem pouhých 6 měsíců). Po této události se její matka rozhodla odstěhovat s ní a s jejím mladším bratrem do Švýcarska. Zde se Amy dozvěděla o předchozím manželství své matky, a také o tom, že svého předchozího manžela nechala v Šanghaji i s jejich dětmi (měli spolu celkem 4 děti, 3 dcery a jednoho syna, který zemřel ještě jako batole). Tato událost posloužila Amy jako námět k sepsání knihy Klub radosti a štěstí. V roce 1987 se Amy spolu se svou matkou Daisy vydala do Číny, kde se setkala se svými nevlastními sestrami.
Amy žije se svým manželem v San Franciscu.

## Dílo
- The Joy Luck Club (1989), v češtině vydaný v roce 1994 pod názvem Klub radosti a štěstí. Tento román se skládá z 16 příběhů, které zobrazují vztah čtyř matek (Číňanek) a jejich dcer. V roce 1993 byla kniha zfilmována režisérem Waynem Wangem.
- The Kitchen God’s wife (1991), v Knižním klubu vydaný pod názvem Manželka boha kuchyně (1994) nebo v nakladatelství Alpress pod názvem Sen na prodej (2004), se opět zabývá vztahem mezi matkou – Číňankou a její dcerou narozenou v Americe.

Mezi její další romány pak patří:
- The Hundred Secret Senses (1995), v češtině vydaný pod názvem Dračí kosti (2003).
- The Bonesetter’s Daughter (2001), v češtině Felčarova dcera (2003).
- Saving Fish from Drowning (2005), v češtině dosud nevyšlo.
- The Valley Amazement (2013), v češtině vyšlo pod názvem Údolí úžasu (2015).

V 90. letech psala také knihy pro děti a mládež:
- The Moon Lady (1992)
- 'Sagwa, the Chinese Siamese Cat (1994)